# Jorge Fontella
Jorge Fontella Pereira (1936 ) es un botánico y profesor brasileño. Realizó extensas expediciones botánicas en el Estado de Minas Gerais.
Es curador del "Departamento de Botânica" y "Herbario Bradeanum" (HB), del Museo Nacional, Universidad Federal de Río de Janeiro.
Actúa principalmente en taxonomía de la familia Palmae.

## Algunas publicaciones
- 1971. Estudos em Asclepiadaceae, III. Sôbre a identidade de Nematuris volubilis Turcz. Ed. Sociedade Botânica do Brasil. 3 pp.
- --------------, nilda marquete Ferreira da Silva. 1974. Estudos em Asclepiadaceae, V: uma nova espécie de Blepharodon Decne. Nº 18 de Boletim. Curitiba (Brazil). Museu Botânico Municipal. 3 pp.
- elsie franklin Guimarães, Jorge Fontella Pereira. 1975. Contribuição ao estudo do genero Spigelia L.: iv. uma nova espécie do estado da Bahia. Volumen 27 de Ciencia e cultura. 2 pp.

### Libros
- 1977. Revisao taxonômica do genero Tassadia Decaisne (Asclepiadaceae). Volumen 21 de Arquivos do Jardim Botanico. Ed. Ministerio da Agricultura - I.B.D.F. 158 pp.
- Fernando da Costa Pinheiro, Jorge Fontella Pereira. 1996. Tipos nomenclaturais do Herbarium Bradeanum: Angiospermae.
- 2004. Flora ilustrada Catarinense: Pt. 1, As plantas. Apocináceas-Asclepiadóideas. Parte 1. Ed. EMPASC. 250 pp.

## Honores
- Miembro de la "Sociedade Botânica do Brasil"
- Miembro del Consejo Científico del periódico Iheringia, Serie Botánica[5]

### Epónimos
- (Asclepiadaceae) Marsdenia fontella Morillo & Carnevali[6]

- (Asclepiadaceae) Matelea fontellana Morillo[7]

- (Bromeliaceae) Vriesea fontellana Leme & G.K.Br.[8]

- (Polygalaceae) Polygala fontellana Marques & A.C.A.Aguiar[9]
- La abreviatura «Fontella» se emplea para indicar a Jorge Fontella como autoridad en la descripción y clasificación científica de los vegetales.[10]